# Idiosoma subtriste
Espèce
Synonymes
- Aganippe subtristis O. Pickard-Cambridge, 1877
- Idiommata schomburgki Karsch, 1878
- Aganippe pulleinei Hogg, 1902

Idiosoma subtriste est une espèce d'araignées mygalomorphes de la famille des Idiopidae.

## Distribution
Cette espèce est endémique d'Australie-Méridionale.

## Publication originale
- O. Pickard-Cambridge, 1877 : On some new genera and species of Araneidea. Annals and Magazine of Natural History, sér. 4, vol. 19, p. 26-39 (texte intégral).